# Medaglie per le campagne di guerra britanniche
Le onorificenze commemorative per campagne di guerra ed operazioni militari britanniche, o in lingua originale British campaign medals, sono conferite a membri delle forze armate britanniche, forze armate alleate e civili che hanno prestato servizio o partecipato in specifiche campagne militari. Esempi ne sono la Defence Medal, per la difesa nazionale e la Atlantic Star per il servizio in Atlantico, nella seconda guerra mondiale.

## XVIII secolo
- Navy Gold Medal (1797)

## XIX secolo
| Nastro | Nome della medaglia                      | Anno/i di concessione | Conflitto per l'eleggibilità |
| ------ | ---------------------------------------- | --------------------- | --- |
|        | Army Gold Cross                          | 1810                  | Campagne napoleoniche |
|        | Army Gold Medal                          | 1810                  | Campagne napoleoniche |
|        | Waterloo Medal                           | 1815                  | Battaglia di Waterloo |
|        | Ghuznee Medal                            | 1839                  | Presa della fortezza di Ghuznee in Afghanistan |
|        | Candahar, Ghuznee, Cabul Medal           | 1842                  | Prima guerra anglo-afghana - Battaglie di Kandahar, Ghuznee, e Kabul |
|        | Jellalabad Medals                        | 1842                  | Prima guerra anglo-afghana - Battaglia di Jellalabad |
|        | Medal for the Defence of Kelat-I-Ghilzie | 1842                  | Prima guerra anglo-afghana - Difesa di Kelat-I-Ghilzie |
|        | China War Medal (1842)                   | 1842                  | Prima guerra anglo-cinese |
|        | Scinde Medal                             | 1843                  | Prima guerra anglo-afghana - Battaglia di Scinde |
|        | Gwalior Star                             | 1843                  | Prima guerra anglo-afghana - Battaglia di Gwalior |
|        | Sutlej Medal                             | 1846                  | Campagna di Sutlej |
|        | Naval General Service Medal              | 1847                  | |
|        | Military General Service Medal           | 1847                  | |
|        | Punjab Medal                             | 1849                  | Campagna del Punjab |
|        | Army of India Medal                      | 1851                  | Seconda guerra Mahratta (1803–4), Guerra Gurkha (1814–16), Terza guerra Mahratta (1817–18), Prima guerra burmese (1824–26)                                                                                                  |
|        | India General Service Medal (1854)       | 1854                  | |
|        | South Africa Medal (1854)                | 1854                  | Campagne in Sudafrica: Prima guerra del Kaffir (1834–5 o guerra delle sei frontiere), Seconda guerra del Kaffir (1846–7, o guerra delle sette frontiere), e Terza guerra del Kaffir (1850–3, o guerra delle otto frontiere) |
|        | Crimean War Medal                        | 1854                  | Guerra di Crimea |
|        | Baltic Medal                             | 1856                  | Teatro baltico della guerra di Crimea |
|        | Indian Mutiny Medal                      | 1858                  | Moti indiani del 1857 |
|        | Second China War Medal                   | 1861                  | Seconda guerra dell'oppio (1856-1860) |
|        | New Zealand Medal                        | 1869                  | Guerre neozelandesi (1845–47 e 1860–66) |
|        | Abyssinian War Medal                     | 1869                  | Spedizione in Abissinia del 1868 |
|        | Canada General Service Medal             | 1866-70               | Raids feniani |
|        | Ashantee Medal                           | 1873-74               | Terza guerra anglo-ashanti |
|        | South Africa Medal                       | 1877-79               | Guerra anglo-zulu |
|        | Afghanistan Medal                        | 1878-80               | Seconda guerra anglo-afghana |
|        | Kabul to Kandahar Star                   | 1880                  | Marcia di 320 miglia da Kabul a Kandahar in Afghanistan tra il 9 ed il 31 agosto 1880 |
|        | Egypt Medal                              | 1882-89               | Guerra anglo-egiziana del 1882 |
|        | British South Africa Company Medal       | 1890-97               | Prima e seconda guerra di Matabele, colonna pionieristica in Rodesia, ecc. |
|        | East and West Africa Medal               | 1892                  | Alle forze armate in servizio nel 1892 in Gambia, Benin, Niger, ecc. |
|        | Central Africa Medal                     | 1895                  | Servizio in Africa centrale e orientale nel 1891–1894 e nel 1894–1898 |
|        | India Medal                              | 1896                  | Campagne militari in India tra il 1895 ed il 1902 |
|        | Ashanti Star                             | 1896                  | Quarta guerra anglo-ashanti |
|        | Queen's Sudan Medal                      | 1899                  | Campagna del Sudan |
|        | East and Central Africa Medal            | 1899                  | Servizio in Africa centrale e orientale nel 1897-1899 |
|        | Queen's South Africa Medal               | 1899                  | Servizio in Sudafrica dall'11 ottobre 1899 al 31 maggio 1902 |
|        | Queen's Mediterranean Medal              | 1899                  | Alle truppe di servizio in riserva nel Mediterraneo per la guerra in Sudafrica dall'11 ottobre 1899 al 31 maggio 1902 |

## XX secolo

### Precedenti alla prima guerra mondiale
- China War Medal (1900)
- Ashanti Medal (1901)
- King's South Africa Medal (1902)
- Africa General Service Medal (1902)
- Transport Medal (1903) (per Sudafrica o Cina)
- Tibet Medal (1905)
- Natal Native Rebellion Medal (1906)
- India General Service Medal (1909)

### Prima guerra mondiale
Durante la prima guerra mondiale (1914–1918) furono istituite le seguenti decorazioni:
- 1914 Star
- 1914-15 Star
- British War Medal
- Victory Medal
- Territorial Force War Medal
- Mercantile Marine War Medal

Le combinazioni più frequenti erano in «trio» oppure in «paio». Il trio era costituito da una o dall'altro tipo delle stelle del 1914 o del 1914-1915 (non potevano essere conferite assieme), dalla British War Medal e dalla Victory Medal. Le tre medaglie erano irriverentemente chiamate talvolta «Pip, Squeak and Wilfred»
Il paio invece era destinato generalmente al personale che prese servizio dopo il 1915, ed era formato dalla British War Medal e dalla Victory Medal, chiamate colloquialmente «Mutt and Jeff». Raramente veniva conferita una sola medaglia, la British War Medal.
I marinai della marina mercantile venivano decorati con la Mercantile Marine Medal (istituita dal Ministero del commercio britannico, Board of Trade) ed usualmente anche della British War Medal. La Territorial Force War Medal, la più rara delle cinque medaglie della Grande Guerra, era conferita ai membri della Territorial Force (componente di riserva volontaria dell'Esercito britannico) e dal Territorial Force Nursing Services (crocerossine) che prestava servizio oltremare. La Memorial Plaque era conferita al parente più prossimo dei deceduti in servizio.

### Periodo interbellico
- General Service Medal (1918)
- Naval General Service Medal (1915)
- India General Service Medal (1936)

### Seconda guerra mondiale
Durante la seconda guerra mondiale (1939-1945) furono istituite le seguenti decorazioni (con relativa targhetta metallica da applicare sul nastro, se presente, tra parentesi). Le prime dieci sono in ordine di uso permanente.
- 1939-1945 Star (con barretta Battle of Britain)
- Atlantic Star (Air Crew Europe o France and Germany)
- Air Crew Europe Star (Atlantic o France and Germany)
- Africa Star (8th Army o 1st Army o North Africa 1942-43)
- Pacific Star (Burma)
- Burma Star (Pacific)
- Italy Star
- France and Germany Star (Atlantic)
- Defence Medal (Silver laurel leaves (King's Commendation for brave conduct. Civil))
- War Medal 1939–1945 (Oak leaf)
- India Service Medal
- Canadian Volunteer Service Medal
- Africa Service Medal
- Australia Service Medal
- New Zealand War Service Medal
- South African Medal for War Services
- Southern Rhodesia Medal for War Service
- Newfoundland Volunteer War Service Medal

### Dopoguerra
- Korea Medal (1951)
- General Service Medal (1962) rimpiazzò la General Service Medal (1918)
- Rhodesia Medal (1980)
- South Atlantic Medal (1982)
- Gulf Medal (1992)

## XXI secolo
- Operational Service Medal (2000)
  -  Operational Service Medal for Sierra Leone (2000)
  -  Operational Service Medal for Afghanistan (2002 - oggi)
  -  Operational Service Medal for Democratic Republic of the Congo (2003)
- Iraq Medal (2004 - oggi)
- Iraq Reconstruction Service Medal (2004–2013)
- Civilian Service Medal (Afghanistan) (2011–oggi)
- Ebola Medal for Service in West Africa (2014–2016)
- General Service Medal (2008) (2009–oggi)
- Operational Service Medal Iraq and Syria (2016–oggi)